# 滑翔

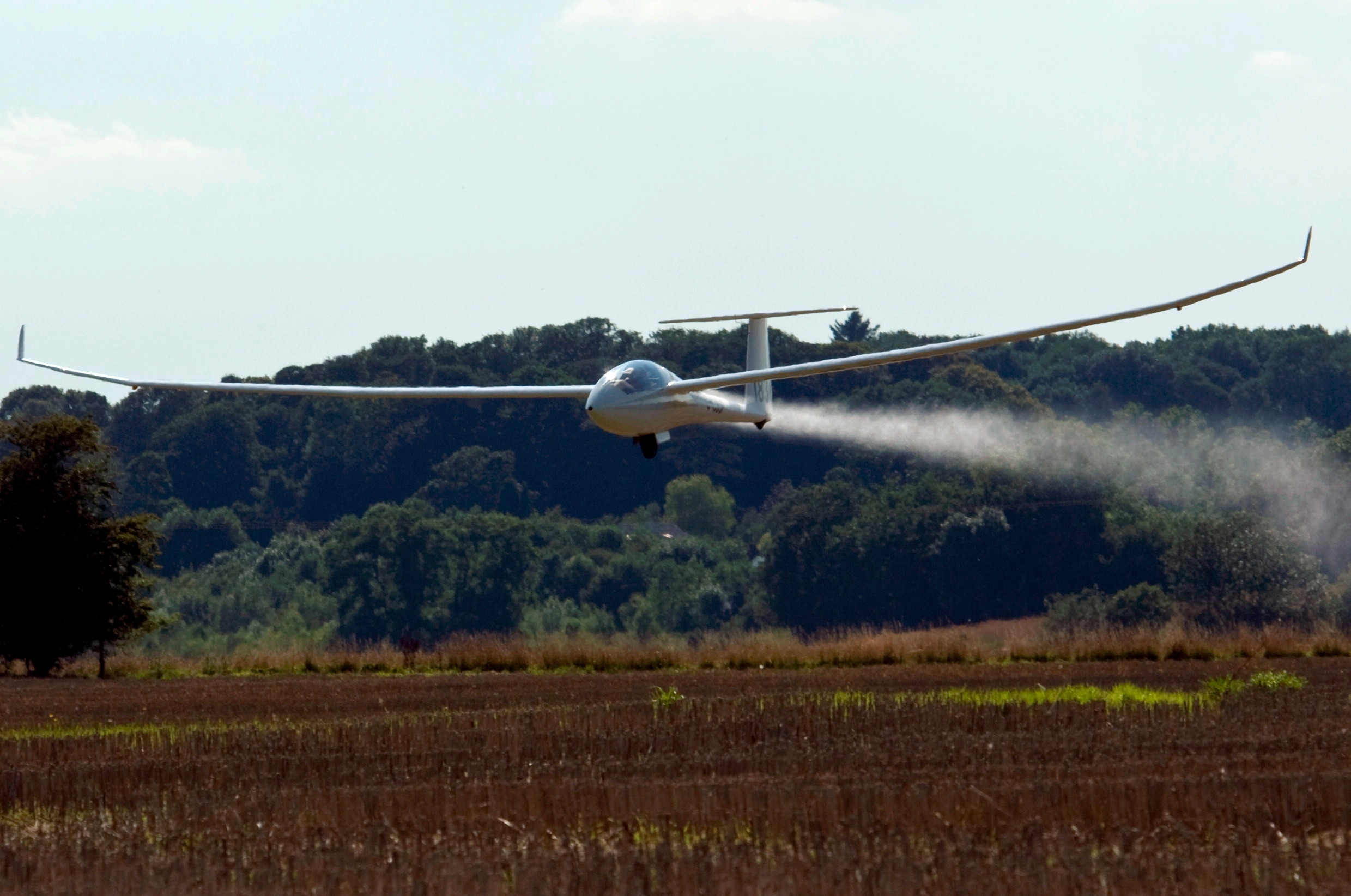
一架Ventus 2型滑翔机在排空压舱水准备着陆。

滑翔是融娱乐与竞技于一体的飞行运动 ，飞行员驾驶通常称为滑翔机的无动力飞机，利用大气中的天然上升气流保持高度并在空中飞行，有时候也被称为翱翔（soaring）。
滑翔作为一项运动，开始于20世纪20年代。起初飞行员的目标只是尽量延长留空时间，但很快他们就开始尝试进行远离起飞地点的越野飞行。通过改进飞机的空气动力性能以及对天气变化的更深入了解，滑翔机得以达到更快平均时速，从而飞越更远距离。越野飞行通常利用几种主要的上升气流：山坡动力上升气流，热力上升气流和波状上升气流。在条件适宜的情况下，有经验的飞行员可以飞行数百公里后再飞返出发机场；有时航程甚至可以达到1000公里以上。
在一些比赛里，竞技飞行员们沿着事先指定的航线飞行。这种竞赛主要是考验飞行员对当地气象状况的利用能力和他的飞行技巧。很多国家都开展了地区或者全国范围的滑翔比赛，世界滑翔锦标赛每两年举办一次。为了在全天的竞赛中使滑翔机达到最高的平均时速，飞行员们采用了一些新技术，包括优化飞行速度，使用GPS导航以及在飞机上加载压舱水（以增加飞机重量达到更高翼载荷，使速度更快）。飞行员有时遇到天气恶化，也会无法完成越野飞行，所以他们可能会在例如一块平整的田地之类的其他地方进行场外降落。不过驾驶自带引擎滑翔机的飞行员就可以在空中启动马达避免降落在场外。
滑翔机主要有两种起飞方式，普通飞机牵引起飞和绞盘车牵引起飞。各种起飞方式都需要不同设施和协助，例如机场，牵引飞机和绞盘。滑翔俱乐部通常会提供这些设施与协助，同时滑翔俱乐部还身负了培养新飞行员和维护高安全标准的任务。虽然在多数国家，飞行员和飞行器的安全规范由政府机构负责，但经常会授权给俱乐部，有时还有全国性的滑翔协会来完成此类工作。

## 历史
在半个世纪对重于空气的飞行器的研制中，从1853年的乔治·凯利爵士到莱特兄弟，基本都涉及到了滑翔机。但是要到第一次世界大战以后滑翔才成为一项运动。因为凡尔赛条约中严格限制德国生产和使用单座动力飞行器。所以在二十世纪20年代和30年代，当全世界其他国家的飞行器制造者们，都在努力提高有动力飞行器性能的时候，德国人却在设计开发更高效的滑翔机，并在飞行中寻找通过自然力量飞得更远更快的方法。在德国政府的积极支持下，到1937年德国已经训练出了五万多名滑翔机飞行员。第一次德国滑翔比赛于1920年在瓦瑟山（Wasserkuppe）举办，组织者是工程师，德国滑翔运动先驱奥斯卡·乌尔希努斯（Oskar Ursinus）。:51 这次比赛的最长留空时间记录是两分钟，并创造了飞行两公里距离的世界记录。:54在之后的十年里，这项比赛成为了一项国际赛事，比赛中，不管是留空时间还是飞行距离的记录都实现了巨大飞跃。1931年君特·格伦霍夫（Gunther Grönhoff）沿着一个风暴的前锋从德国慕尼黑飞到了捷克斯洛伐克西部的卡丹，飞行距离长达272公里，大大超过了预期。:85

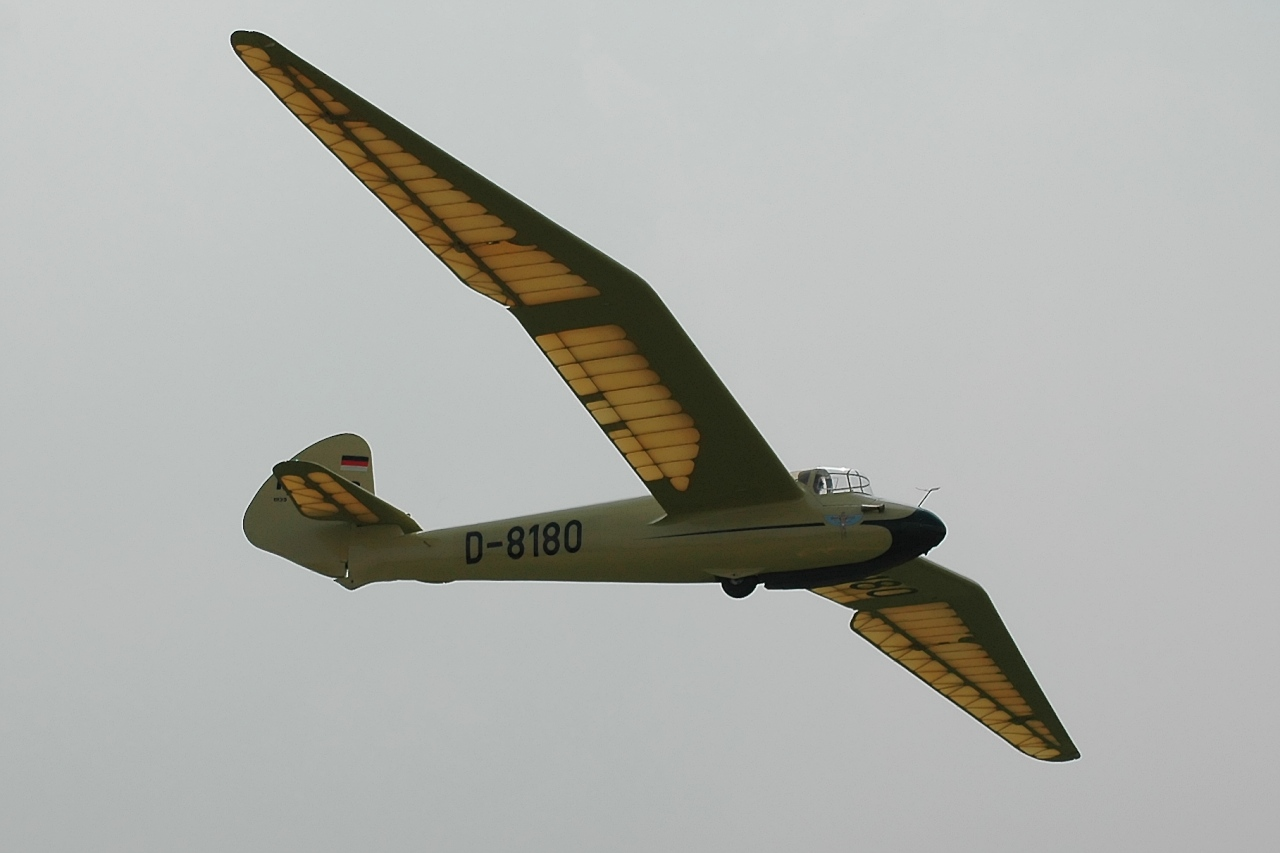
“鸥翼” Göppingen Gö 3 Minimoa滑翔机 德国1936年制造

二十世纪30年代，滑翔运动普及到了其他的很多国家。滑翔作为一项表演项目还进入了1936年柏林夏季奥运会，并且计划1940年成为奥运会正式比赛项目。:148德国甚至还为将来的比赛设计了一架名为奥林匹亚的滑翔机，但是计划最终因为第二次世界大战而被中断。1939年的滑翔记录主要被苏联人垄断，其中包括748公里的飞行距离记录。:107
二十世纪50年代，在欧美很多国家都有着大量接受过飞行训练并希望继续飞行的飞行员。其中很多还是有能力设计，制造和维护滑翔机的航空工程师。他们开始建立俱乐部和滑翔机制造企业，其中的很多到现在还在运营。这也带动了滑翔运动和滑翔飞行员的发展，例如美国滑翔协会的会员从开始时的一千人增加到了1980年的一万六千人。更多的飞行员，更多的知识和更先进的技术也有利于创造新的飞行记录，例如战前的飞行高度记录，到了1950年被提高了整整一倍，:1951964年还第一次实现了距离超过1000公里的飞行。
新材料，如玻璃纤维和碳素纤维的采用，翼面和翼型设计的进展，电子仪表，全球定位系统和改善的天气预报水平，使得很多飞行员完成了曾经被看作是不可能完成的飞行。今天，完成过1000公里级飞行的飞行员已经超过550名。虽然没进奥运会，但是还有世界滑翔锦标赛。第一次世锦赛于1948年在瑞士的萨梅丹举行，:161比赛自那时起每两年举行一次。比赛设六个级别的不分性别项目，以及三个级别的女子项目和两个青少年项目。2011年的世界范围统计显示，德国，这项运动的诞生地，依然是滑翔世界的中心：那里有全世界27%的滑翔机飞行员，三家世界最主要的滑翔机制造商也在德国。但是那里的气象条件对于飞行来说很一般，所以这项运动也被带到了很多其他国家。最新的统计中，全世界共有十一万一千名活跃的民间滑翔机飞行员和32920架滑翔机，以及未知数量的军用滑翔机及军队飞行员。滑翔俱乐部通过提供体验飞行活动来积极招募新成员，这项活动同时也是他们的一项重要收入来源。

## 滑翔飞行

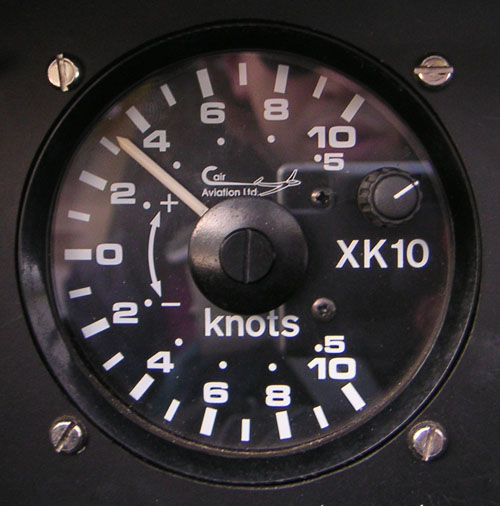
运动用简易垂直速度计 （Cair Aviation生产的XK10 Club variometer ）

滑翔机飞入上升速度等于或高于滑翔机下降速度的空气中获得势能，并能够利用这些能量在空中滞留几个小时。最常用到的上升气流来源有：
- 热气流（热空气的升力）
- 山坡动力上升气流（当风遇到山阻挡时产生的上升气流）
- 波状上升气流（大气中的驻波，类似流体表面的波动）

借助山坡动力上升气流爬升，一般很少能达到地表600米以上的高度；利用热气流，视具体天气和地形情况，在平原地区爬升高度可以超过3000米，在山区还可以更高；凭借波升力，滑翔机目前达到的高度是15447米。在少数国家，例如英国，在非管制空域内允许滑翔机爬升进入云层，但很多欧洲国家禁止飞行员驾驶滑翔机超过云底高度（目视飞行规则）。

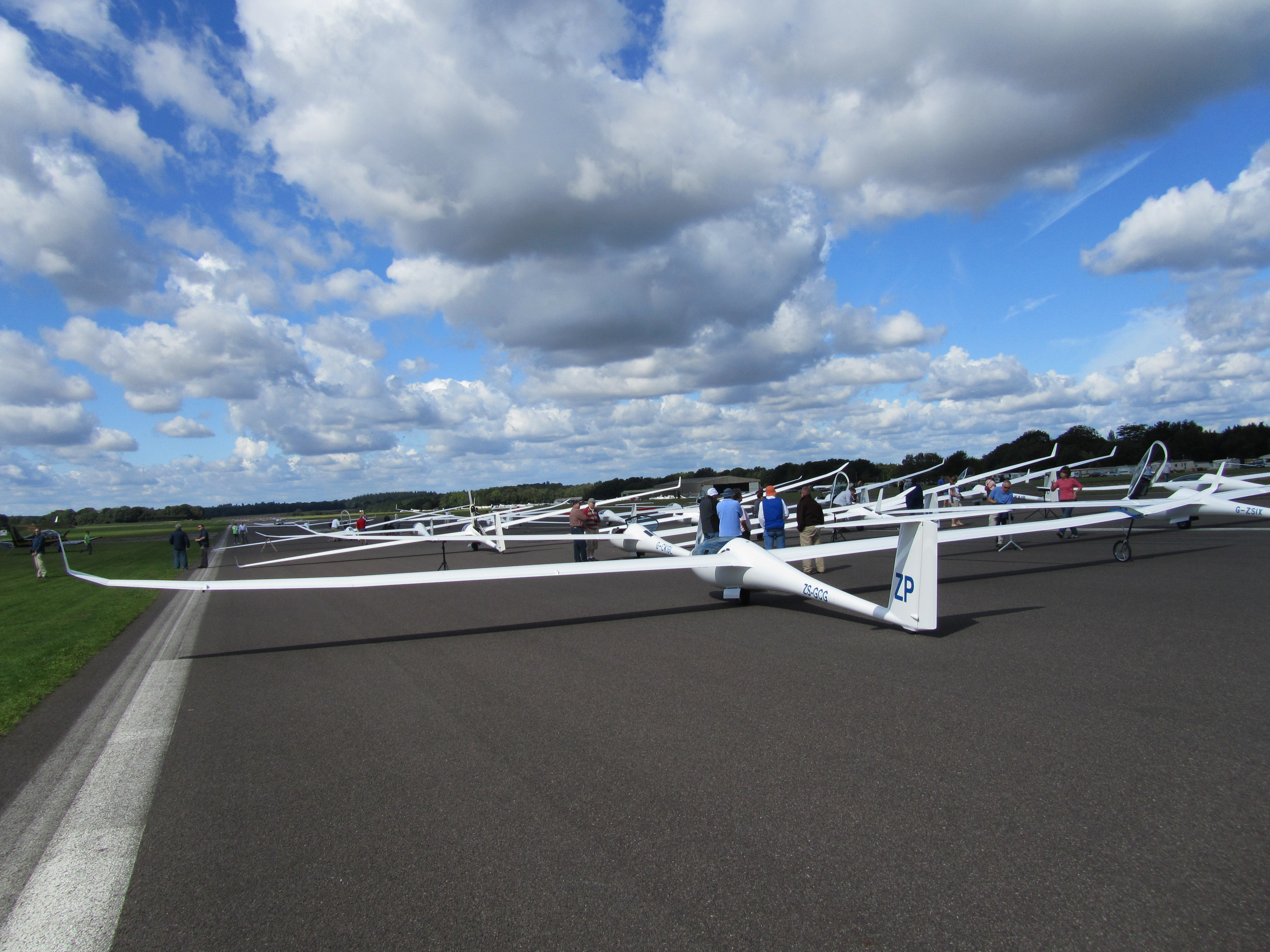
适合滑翔的好天气：选手们正在观察淡积云，这通常预示着活跃的热气流和弱风。

### 热气流
热气流是阳光照射地面后，在地面上形成的上升气流 。如果空气中含有足够的湿气，水会从上升气流中凝结出来，形成积云:41。如果空气中湿气含量很少或者热空气被逆温层阻挡无法上升到水汽能够凝结的高度，那么就无法产生积云。如果没有积云或者尘暴的标示，仅通过地面特征并不一定能识别出热气流。飞行员要找到热气流必须同时靠技巧和运气，以及垂直速度计，一个对垂直速度很敏感，可以很快判断在上升还是在下降的仪器。有时也可以在发电厂排放的废气或者燃烧产生的热气中找到上升气流 :6:72:29。
一旦发现热气流，飞行员飞入后便会以很小的半径进行盘旋，使滑翔机始终保持在热气流内部，一直爬升到足以飞到目的地或者下一个热气流的高度。这一技术被称为“盘气流（thermalling）”。
另外，滑翔机飞行员在越野飞行时也可以选择“海豚式”航线。采用这种方式，飞行员在进入上升气流后并不盘旋，只是在降低速度的同时爬升，穿越热气流后继续下滑加速飞行，这样就会沿着一个波浪型的路线前进。海豚式航线可以让飞行员在长途飞行中节省盘旋所消耗的时间，同时所损失的高度又最少。
滑翔机的爬升率视具体情况而定，一般每秒数米的爬升率很常见，如果滑翔机装有襟翼还可以爬升得更快。有时候受风和地形的影响，很多热气流会沿着一条线形成，产生所谓的云街。此时飞行员就可以沿着云街，在爬升的同时保持直线飞行:61。

因为利用热气流飞行需要被加热的上升空气，所以这种方式最适合春季到夏末的中纬度地区。冬季的阳光只能产生很弱的热气流，而此时则可以利用山脊和波升力飞行:108。

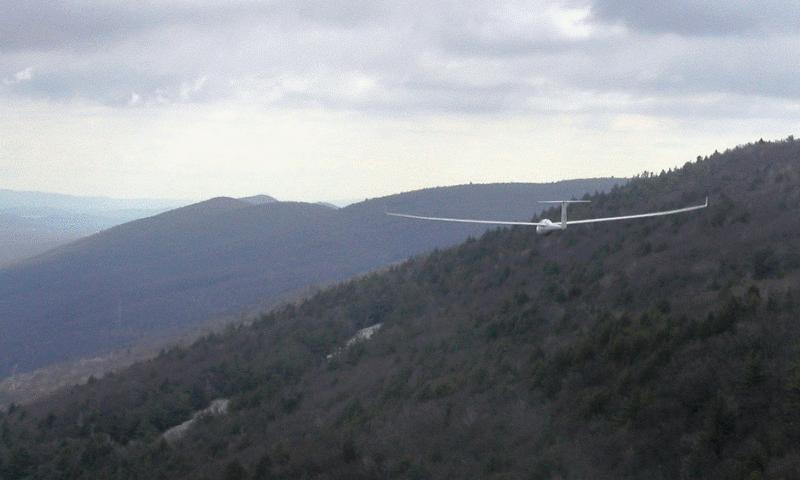
一架滑翔机在进行山脊滑翔

### 山坡动力上升气流
风在吹向山脉时因为被阻挡而被迫向上抬升，飞行员可以利用这种向上的空气运动产生的升力进行山脊滑翔。当迎风山坡朝着太阳时，产生的热气流还会加强这种升力:135。如果能找到稳定持续的风，实际上就可以在一个山脊上进行无限时间的滞空飞行，尽管现在因为担心飞行员体力衰竭的危险，已经不再接受新的持续飞行时间记录。

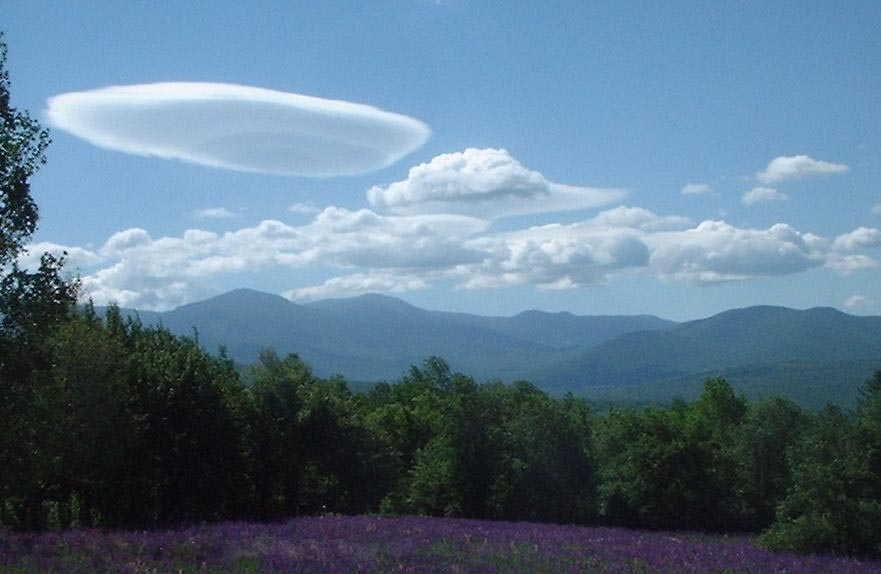
由背面波产生的透镜云

### 波状上升气流
滑翔机飞行员沃尔夫·赫斯（Wolf Hirth）在1933年发现，山脉的背面波中会产生强力的上升和下降气流:100。滑翔机有时可以利用这种波的升力达到非常高的高度，当然飞行员此时必须在飞行中吸氧以避免缺氧。:149

当风吹向山脉时，会产生第一次波动（A），之后在山的背风一面，波动还会继续绵延。因为自然的阻尼作用，后面波动的幅度会降低。尽管实际风力很大，但出现在波的顶点（A）和（B）的荚状云（透镜云）会看起来静止不动。

这种升力经常会伴随产生与风向垂直的静止的狭长透镜云（或荚状云）（类似的透镜形状）。目前15453米的滑翔高度世界记录，就是由飞行员Steve Fossett和Einar Enevoldson利用背面波，于2006年8月29日在阿根廷的El Calafate创造的，当时他们穿着特殊的增压服（其实他们当时还能达到远高于此的高度，但是因为增压服在机舱中过度膨胀，使飞行员根本无法再操纵飞机，只能下降高度并放弃继续飞行。）。目前的3008公里滑翔距离记录也是由飞行员Klaus Ohlmann于2003年1月21日，利用南美洲安第斯山脉的背面波创造的。

有一种被称为“晨辉”的罕见波现象，这是一种由卷轴云产生的强力气流。澳大利亚卡奔塔利亚湾附近的飞行员可以在春季利用这种气流飞行。

海陆风前锋的截面示意图。如果内陆暖空气比较湿润的话，可以出现作为标志的积云。

### 其他来源的升力
两个气团的交汇边界，也被称为辐合带。通常产生在海陆风或者沙漠地区:100。在一个海陆风的前沿，当来自海洋的冷空气与大陆的暖空气相遇，在两个气团之间就产生了一个边界，热气团被冷气团抬升，像是一个纵深较浅的冷锋。这个边界对滑翔机飞行员来说就像是陆地上的山脊，因此可以沿着交界线飞行靠上升气流获得高度。整个交界区可以绵延非常可观的距离，所以此时飞行员能够在直线飞行的同时保持爬升。:55
滑翔机飞行员有时候也能够利用被称为动力翱翔（dynamic soaring）:35的飞行技巧，通过不断往复穿越具有不同水平速度的气团之间的交界面来获得动能，但是这种具有较高风力梯度的区域往往离地面太近，无法保证飞行的安全:35。

## 起飞方式
大多数滑翔机没有引擎，或者装有引擎但只用于飞行中的助推，功率不足以推动滑翔机起飞。因此，可以用多种方式可以帮助滑翔机起飞。每种起飞方式都需要专门的训练，因此飞行员必须接受相应训练之后才能使用。不同起飞方式之间的技术差别非常大，所以在一些国家，例如美国，飞行执照会注明允许采用的具体起飞方式。

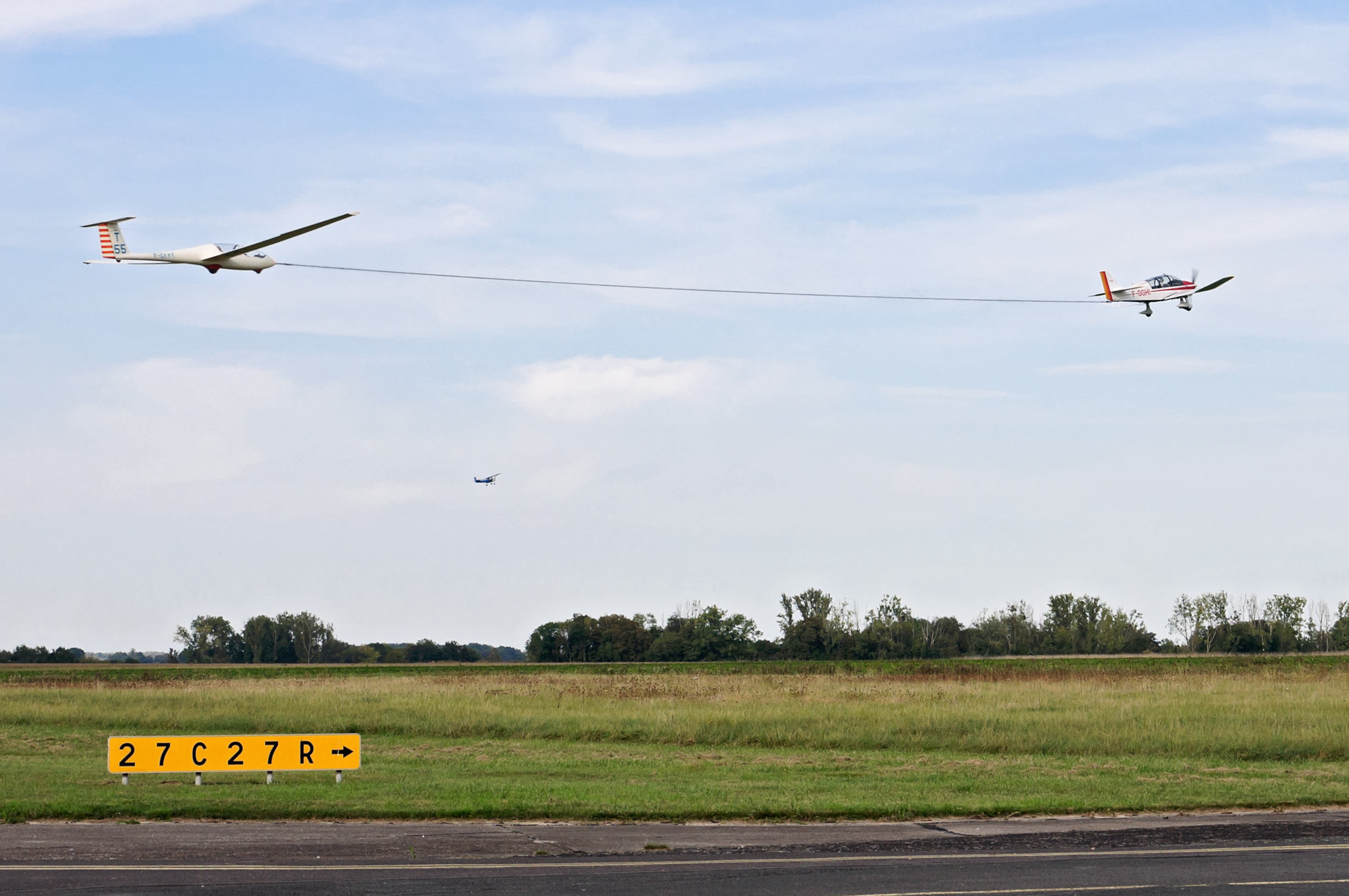
一架Grob G103 Twin Astir II滑翔机由一架Robin DR400-180R单引擎轻型飞机牵引起飞。

### 飞机牵引

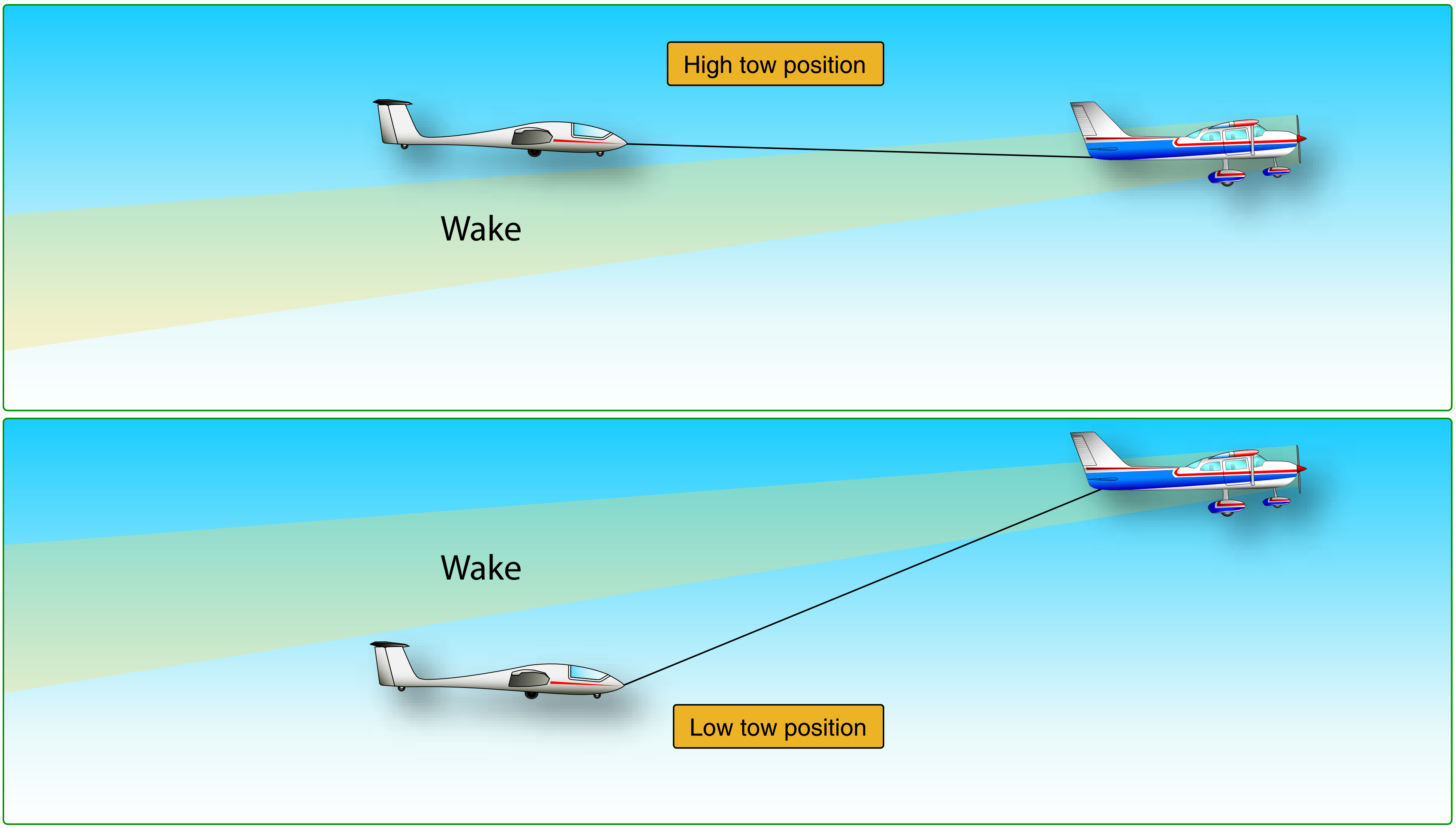
“高拖”和“低拖”示意图

采用飞机牵引方式时，滑翔机会通过一根牵引绳连在一架有动力飞机的后面。单引擎轻型飞机或者带引擎的滑翔机通常被用来作为牵引机。滑翔机被牵引到指定空域和高度后，滑翔机飞行员会解脱牵引绳:133。牵引绳上通常装有一段较脆弱的部分作为保险，以避免突然增加的拉力造成牵引机或滑翔机的结构损坏。当遇到负荷猛增的情况时（例如气流剧烈波动，飞机方向的突然改变），薄弱部分会在飞机其他部位被破坏之前先发生断裂。因为牵引绳在较低高度上就有可能断裂，所以飞行员在起飞前应该对此做好准备。
在飞机牵引时，滑翔机飞行员控制滑翔机保持在牵引机之后，可以选择“低拖”位置，此时滑翔机处在牵引机飞行轨迹下方；也可以选择“高拖”位置，此时滑翔机高于牵引机航迹。:7–11 在澳大利亚飞行员习惯采用低拖，而美国与欧洲通常高拖方式更受欢迎。有一种比较罕见的飞机牵引技术，是在一架牵引机后牵引两架滑翔机，一根短的牵引绳用来牵引处于高拖位置的滑翔机，而另一根长牵引绳则用来牵引一架处于低拖的滑翔机。目前牵引记录为同时牵引九架滑翔机，为2006年6月11日在斯洛伐克的斯利亚奇由一架Z-157t型单引擎飞机牵引9架L-13滑翔机创造的。

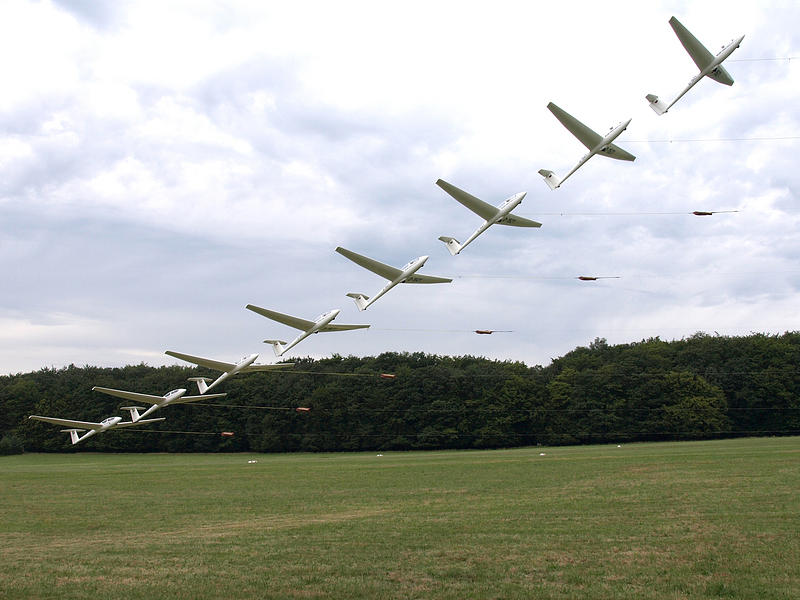
绞盘牵引起飞过程，八连拍

### 绞盘车牵引

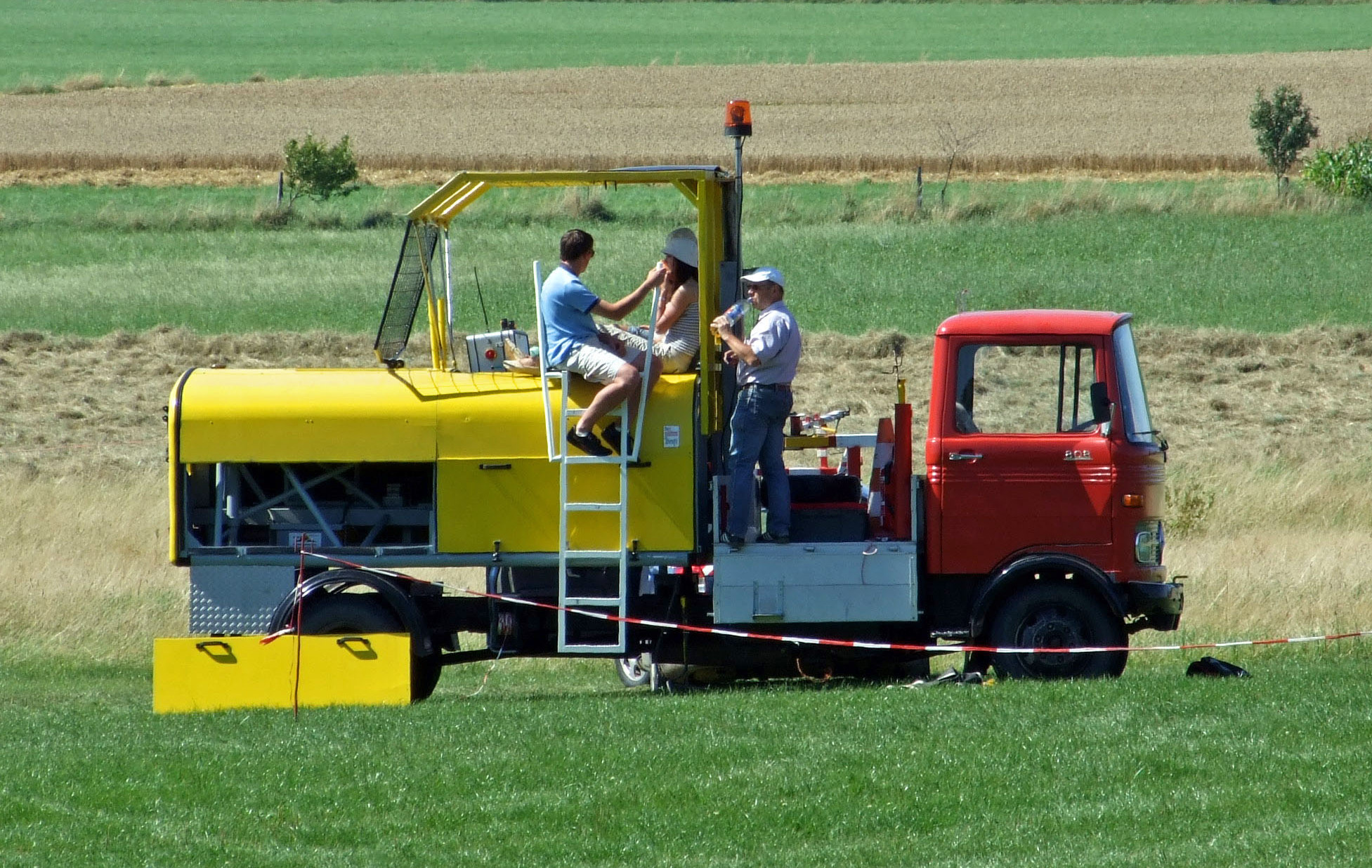
安装在卡车上的一台普通绞盘

滑翔机经常通过一部固定在地面的绞盘车牵引起飞，绞盘车一般装载在重型车辆上。这种方式在欧洲的俱乐部非常普遍，经常作为飞机牵引方式之外的另一种选择。绞盘车通常配有一台大功率的内燃机，也有采用电动机或油压马达驱动的型号。绞盘上装有一根1000米或2500米长的牵引绳，绳子材料为高强度钢丝或人造纤维，绳子另一端连在滑翔机上。滑翔机在绞盘的牵引下，沿着一条短而陡的航线爬升到大约为牵引绳总长度一半的高度，然后飞行员释放牵引绳。:78马力大的绞盘，较轻的机体重量和很强的迎风都有助于滑翔机爬升到更高高度。
绞盘牵引方式要比飞机牵引便宜很多，而且能以更快的频率牵引更多滑翔机起飞，另外对俱乐部来说，培训多名掌握牵引技术的会员也更方便。绞盘牵引对于那些因为形状限制或噪音限制无法进行飞机牵引的场地也很合适。绞盘牵引能达到的高度通常比飞机牵引达到的高度要低，因此飞行员在释放牵引绳后要很快找到升力来源，否则只能飞行很短时间。因为牵引绳或保险索可能在牵引中断裂，因此飞行员也要做好相关的训练。:87:16–7

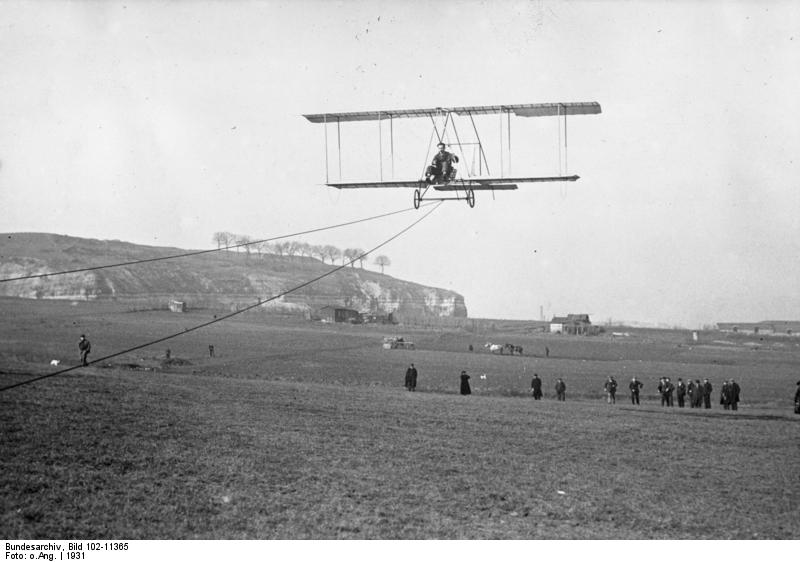
早期一架采用汽车牵引起飞的滑翔机，法国

### 汽车牵引

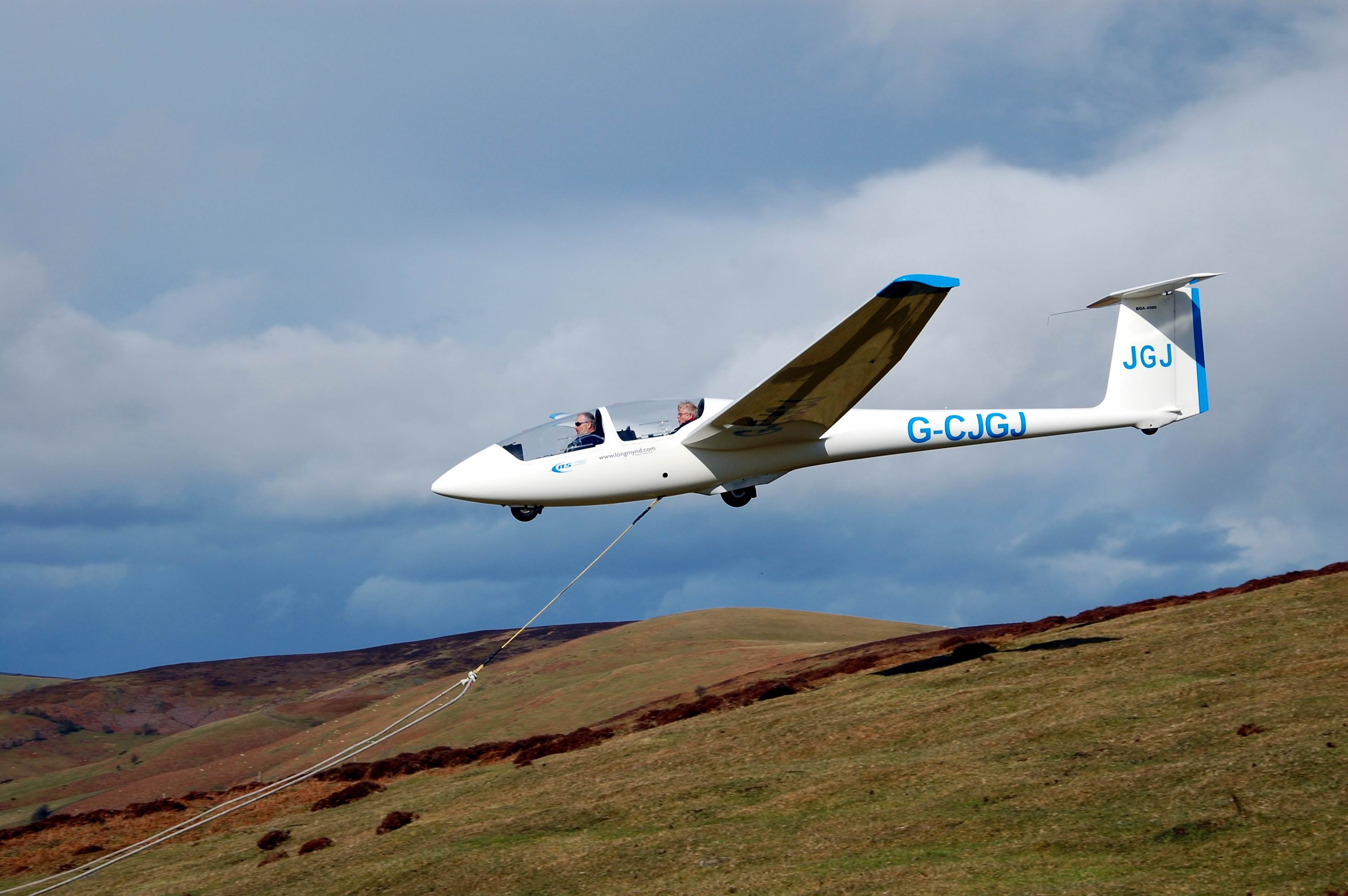
一架ASK 21型滑翔机正在通过弹力牵引起飞

另外一种方式是汽车牵引，目前已经很少见。 直接式汽车牵引方式使用一辆大马力的汽车，用一条长的钢缆在一块坚硬的场地上牵引滑翔机。汽车司机首先比较柔和地发动汽车，把松弛的线缆拉紧，之后猛踩油门加速，滑翔机被很快牵引到大约400米的高度上，理想条件需要有合适的迎风和1.5公里以上的跑道。干涸的湖底也适合采用这种方式。
直接式汽车牵引的一个变种是所谓的反向滑轮法。采用这种方法时，钢缆一端安装在卡车上，另一端绕过一个设在卡车背后跑道尽头的滑轮，固定在滑翔机上，牵引的效果类似绞盘牵引。

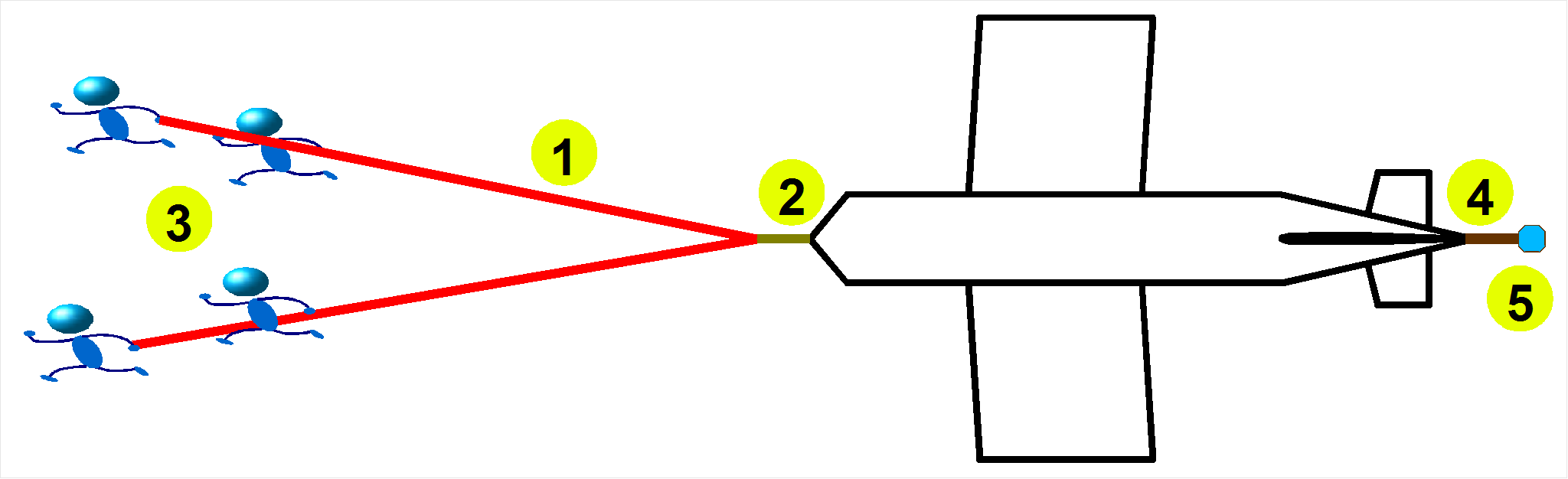
弹力牵引
1 橡皮索（也可以使用无弹性的绳索，绳上打有绳结以防滑）
2 短连接索（如果使用无弹性绳索牵引时，由一根长的橡皮索代替）
3 4到14名牵引人员
4 固定绳
5 固定销钉（地锚）

### 弹力牵引
弹力牵引在滑翔运动的早期曾经非常普及，现在偶尔还有滑翔机采用这种方法，使用一根也被称为蹦极索的由多根橡皮筋构成的橡皮索，从小山顶一个向下的缓坡上迎风弹射起飞。采用这种方式时，滑翔机尾部用一根短连接索固定在一个地锚上。滑翔机上在绞盘牵引中固定绳索用的钩子，现在挂在橡皮索的中部。橡皮绳每端由三到四个人拖拽，同时分别向左前方和右前方奔跑。当橡皮索足够绷紧时，松开地锚，滑翔机被释放，此时飞机获得足够的速度离开地面，从山上飞起。

## 越野飞行

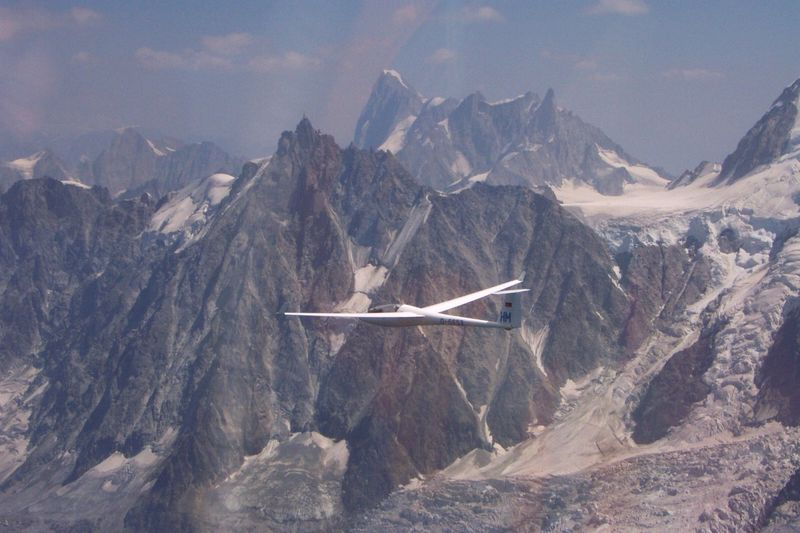
滑翔机在勃朗峰附近进行越野飞行

衡量滑翔机性能的一项重要指标是滑翔比，计算方法是看滑翔机在静止空气中每下降一米的高度，可以向前飞行多远距离。按照级别的不同，现代化设计的滑翔机的滑翔比，从标准级的44：1一直到最大滑翔机的70：1。良好的滑翔性能结合正常的上升气流，使现代滑翔机能够以高速完成越野飞行。 天气是越野飞行中影响速度的主要因素之一。1000公里飞行的最高平均速度记录是203.1公里/小时，达到这个水平通常需要良好的天气条件，但是即使是在天气条件欠佳的地区（例如北欧），一个熟练的飞行员也能够完成500公里以上的飞行。
随着二十世纪60年代以来滑翔机性能的改善，那些每次飞行结束后不得不运回滑翔机的飞行员们已经不再单纯追求飞行距离，现在通常是事先规划并沿着一个闭合的航线（也被称为“任务”task）飞行，绕经不同的航点并最终返回出发地。:133
此外，除了追求飞得更远，滑翔机飞行员们在比赛中也比拼速度。竞赛时最快完成闭合航线飞行者获得优胜，或者如果天气条件恶劣，沿着航线飞行最远的获胜。在有些比赛中任务会被设为1000公里以上，但达到平均速度120公里/小时以上的情况并不常见。
最初，比赛通过地面观察员来确认飞行员是否经过航点。后来，滑翔机飞行员通过对地面航点拍照，并提交胶卷来证明自己的飞行路线。现在，滑翔机通常携带全球卫星定位飞行记录仪，可以每隔几秒通过GPS卫星确定滑翔机的位置并记录下来。现在使用记录仪的数据证明曾经达到过的航点。

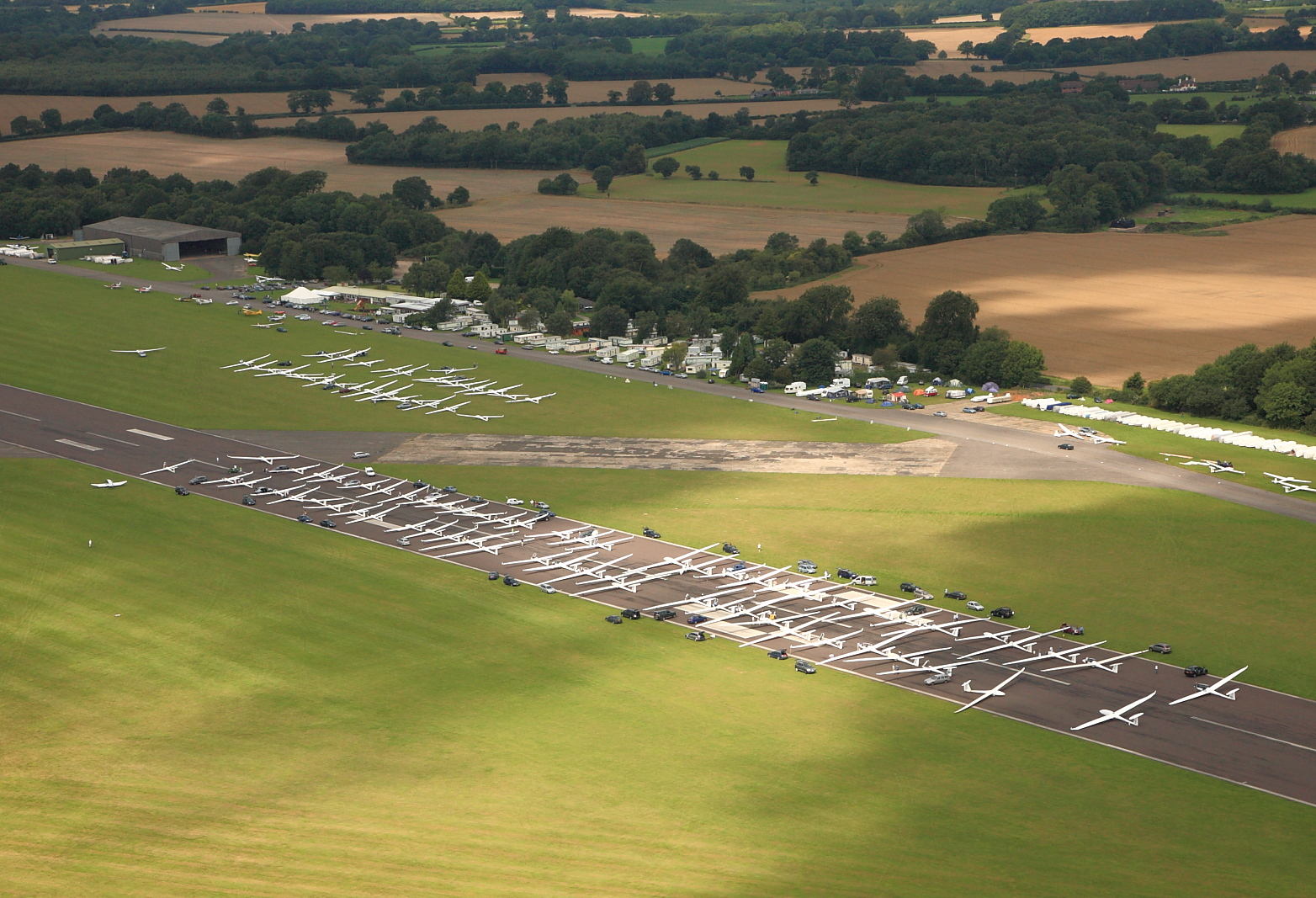
参加比赛的机群，2009年，英国拉舍姆机场

全国性的滑翔比赛时间通常持续一周，世界锦标赛赛程为两周。在赛期内取得最多分数的飞行员为冠军。但是因为一些原因，这些比赛暂时还无法吸引飞行员圈子之外公众的兴趣。由于很多滑翔机同时越过起飞线出发的方式很不安全，因此比赛允许飞行员自己选择起飞时间 。而且观众在每天多数比赛时间内很少看到滑翔机，比赛的记分方式又过于复杂，这些因素都使传统滑翔竞赛很难通过电视进行直播。为了让这项运动得到推广，诞生了一种新的比赛形式，滑翔大奖赛。这一比赛的创新包括：几架滑翔机同时出发，驾驶舱内安装摄像机，实时监测滑翔机位置，多次环绕同一航线飞行以及简化的计分规则。
还有一种不需要把飞行员集中在一起就能进行的基于互联网的比赛，称为线上竞赛。该项竞赛由飞行员上传自己的GPS飞行记录，然后电脑自动通过飞行距离计算成绩。2010年全世界有6703名飞行员注册参与了这项比赛。

### 平均时速最大化

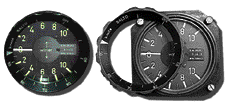
带有MacCready环的垂直速度计

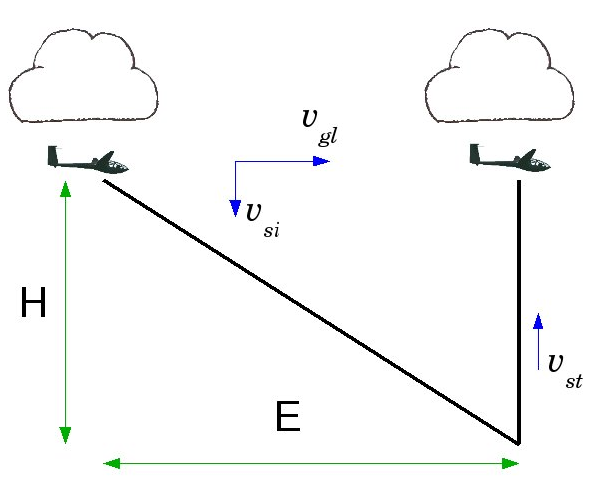
飞行速度理论模型

虽然Wolfgang Späte第一个在1938年描述过这种方法，但在越野飞行中优化飞行速度的数学计算方法通常被归功于滑翔先驱Paul MacCready:11-10。根据飞行速度理论，可以通过热气流强度，滑翔机性能和其他参数，来计算在两个热气流之间飞行时的最佳巡航速度。理论基于以下要素，如果飞行员在热气流间飞行速度更快，那么也就可以更早抵达下一个热气流；但是想要飞得更快，就需要滑翔机更快地下滑，这样在热气流中就需要更长时间的盘旋才能达到足够的高度。MacCready速度代表了在巡航和盘旋之间优化权衡后的结果。大多数竞技飞行员采用MacCready理论来调整他们的平均速度，并且把计算结果编入他们的飞行电脑中，或者使用垂直速度计上一个被称为“McCready环”的可以旋转的表圈来指示最佳飞行速度。不过影响平均速度最大化的最重要因素，还是飞行员找到最强上升气流的能力。:56
在越野飞行中，如果当天预报上升气流很强，飞行员会在起飞前向垂尾与机翼内的水箱或者水袋内加注压舱水。在垂尾水箱中加水，可以调整机身重心位置，减少配平阻力，通常重心前移是由于机翼内的水箱位于翼梁之前造成的:5–13。增加压舱重量可以使滑翔机在更高的速度上达到最佳升阻比，但这样做同时也会降低在热气流中的爬升率，部分原因是因为滑翔机翼载荷较高时，转弯半径也更大，因此无法始终保持在热气流之内盘旋。但如果上升气流很强，那么具有较快巡航速度就能迅速抵达下一个上升气流，足以弥补爬升速度慢所造成的损失。因此，飞行员能够提高整个飞行中的平均速度，或者在同样的时间内飞行更长距离:63。如果上升气流弱于预期，或在被迫进行场外着陆之前，飞行员可以打开卸载阀门在空中排出压舱水。:64
在上升气流非常强并且分布范围很广的情况下，飞行员飞入上升气流区域时，可以只向上拉升而不进行盘旋，这样爬升时只降低速度但并不改变航向的飞行，因此缩短了快速飞行的时间间隔并拥有较高平均速度。除非遇到特别强的上升气流而使盘旋变得更加有效，否则可以通过这种“海豚式”技术把飞行高度上的损失降到最低，因而达到较高平均时速。

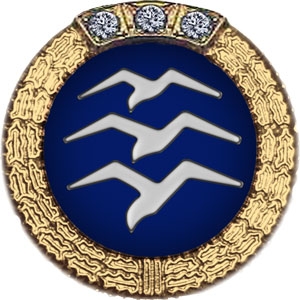
国际航空联合会三钻石徽章

### 徽章
从二十世纪20年代起，就开始采用徽章标志飞行员在滑翔飞行中取得的成绩。国家级滑翔协会通常会制定自己的低阶徽章标准，例如第一次单飞徽章等。通常，青铜徽章表示飞行员已准备好进行越野飞行，包括具备精确降落能力和经过验证的翱翔能力。高阶徽章通常根据国际航空联合会滑翔委员会制定的标准颁发。
国际航空联合会的运动准则规定，要通过观察员和记录仪验证进行徽章申请的飞行，需要验证的数据包括飞行距离和爬升高度。银质-C级徽章标准于1930年制定，该徽章要求飞行员爬升高度至少1000米，滞空时间达到五小时以上，完成直线距离超过50公里的越野飞行：这三项成绩允许但不一定要在不同的飞行中取得。金质和钻石徽章要求飞行员飞得更远更高。一个飞行员需要完成300公里以上的预定航线，非预定航线飞行距离一次超过500公里以及爬升高度超过5000米，才能获得钻石徽章。国际航联还对达到1000公里的飞行颁发证书，每增加250公里会再颁发不同的证书。

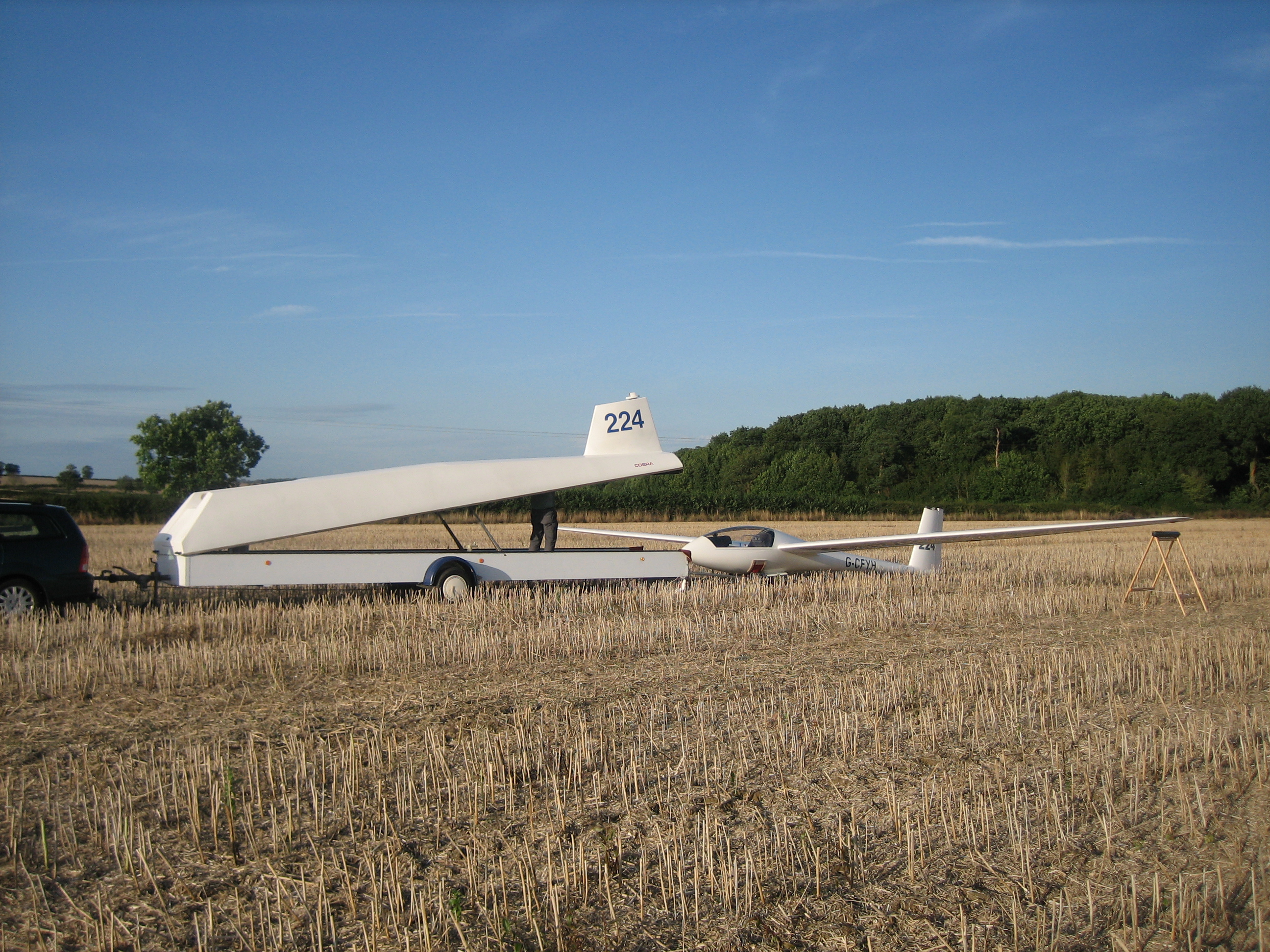
场外着陆后的滑翔机和滑翔机拖车

### 场外降落
如果在越野飞行时无法找到足够的上升气流，比如遇到天气恶化时，飞行员必须选择一块场地以进行“场外降落”。场外降落虽然并不方便，并且经常和“紧急降落”混淆，但在越野飞行中是很常见的。对场地的选择标准是，必须能够让滑翔机安全着陆，并且不能对飞机，飞行员或场地上的农作物与牲畜造成损害。场外降落之后，可以使用专用的滑翔机拖车将滑翔机和飞行员通过陆路运回。在条件允许时，还能召唤牵引飞机把滑翔机再次牵引升空。

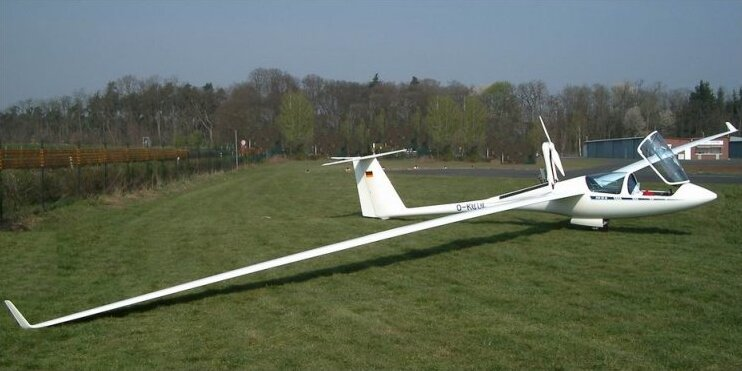
ASH-25M型双座动力滑翔机，机背上装有一台可折叠发动机

### 使用马达
虽然会增加重量和成本，但一些滑翔机上还是装备了小型发动机，被称为动力滑翔机。 这样做可以避免场外降落带来的不便。发动机可以采用内燃机，电动机或可收放的喷气发动机。高性能滑翔机上安装的是可折叠螺旋桨，而在另外一类被称为旅行动力滑翔机的飞机上安装的螺旋桨则是不可折叠的。有些动力滑翔机的发动机功率足够大，这类飞机就能够在不依靠牵引机的情况下自行起飞。另外一些滑翔机则只有一台“自持”发动机，其功率并不足以起飞，只能用来延长飞行距离。所有发动机都必须在一定的安全高度以上才能启动，这样万一启动失败，还有足够高度完成安全着陆。:130
在比赛中，如果启动发动机就会结束滑翔飞行。无动力滑翔机更轻，并且因为不需要保持启动发动机所需的最低安全高度，所以它们还能够在热气流较弱的时候在更低的高度继续飞行以获得能量。所以有时候，当某些动力滑翔机不得不中断比赛的时候，无动力的滑翔机反而能够完成比赛飞行。相对的，动力滑翔机飞行员在条件恶劣到无法继续滑翔的时候，可以启动发动机返回，而此时无动力滑翔机就只能在远离起飞机场的地方进行场外降落，并乘坐滑翔机拖车陆路返回了。

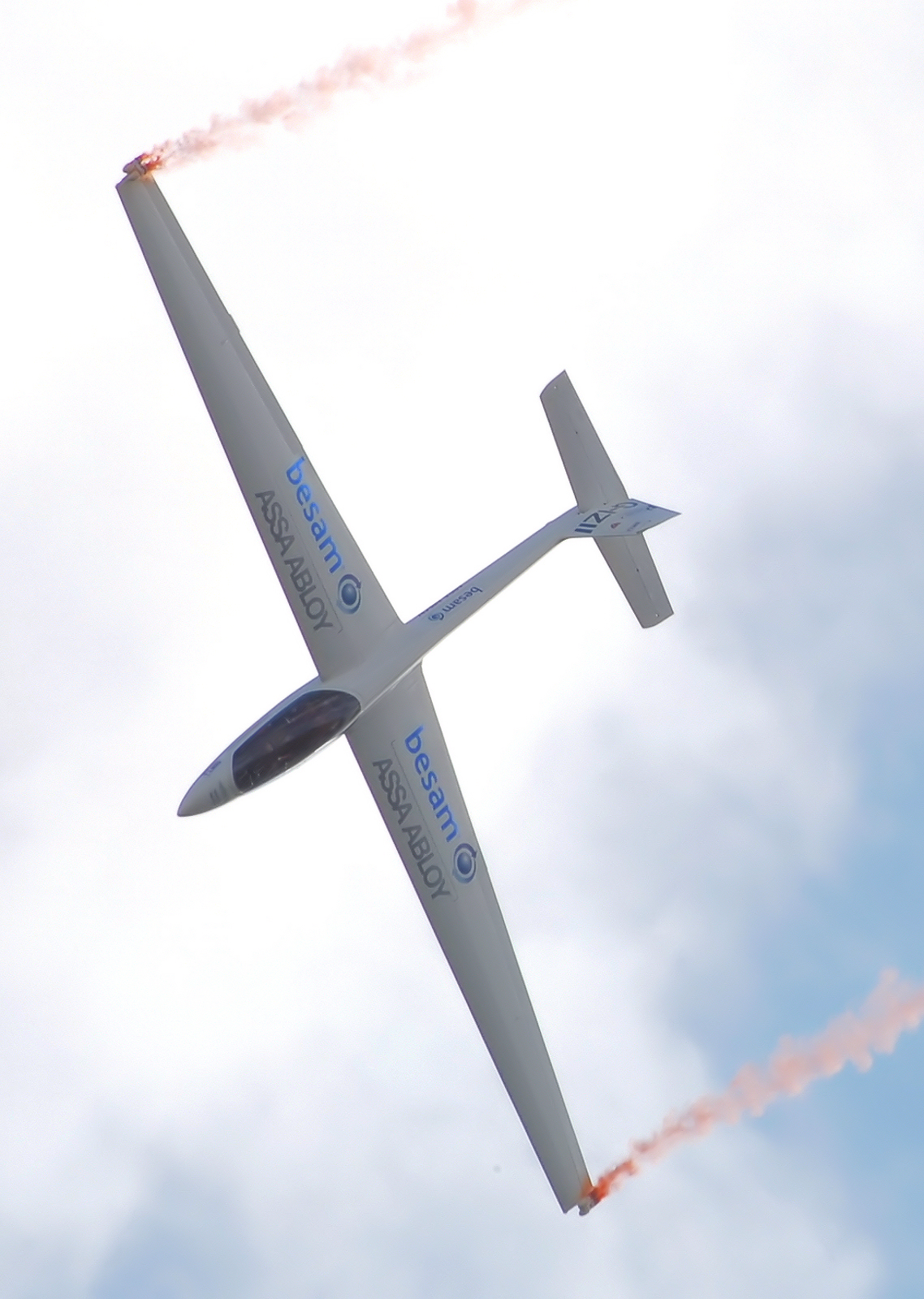
S-1 Swift 特技滑翔机在做特技动作

## 特技飞行比赛
世界和欧洲特技飞行比赛都是定期举行的。在此类比赛里，飞行员要完成一套预定特技动作（例如倒飞，筋斗，桶滚和各种组合动作等）。每一个动作都有一个难度系数，被称为“K系数”。动作完成越完美，得分越高；失误会减分。整套动作要在规定的高度内完成，需要动作完成得非常有效率。最后得分最高的飞行员获胜。

## 危险
与悬挂式滑翔翼和滑翔伞不同，滑翔机座舱周围包裹有牢固的结构，而且着陆时起落架也能吸收能量。这些特性可以防止飞行员在小事故中受伤， 但滑翔还是存在一定的危险性。虽然这项运动非常重视训练与安全规程，但每年还是会发生一些致命事故，这些事故几乎都是因为飞行员失误造成的。 滑翔机之间尤其存在空中相撞的危险， 因为两个飞行员会同时进入一个上升气流中，因而可能会发生碰撞。为防范这一风险，飞行员通常在飞行中都佩戴降落伞。想要避免与其它滑翔机或普通飞机空中相撞，飞行员必须遵守飞行守则并保持良好的观察。在欧洲一些国家和澳大利亚，滑翔机开始通过装备FLARM防碰撞系统来避免与其它滑翔机发生碰撞。还有少数现代滑翔机装备有紧急弹射降落伞，发生碰撞事故时可以弹出保护整架飞机。

## 训练与监管

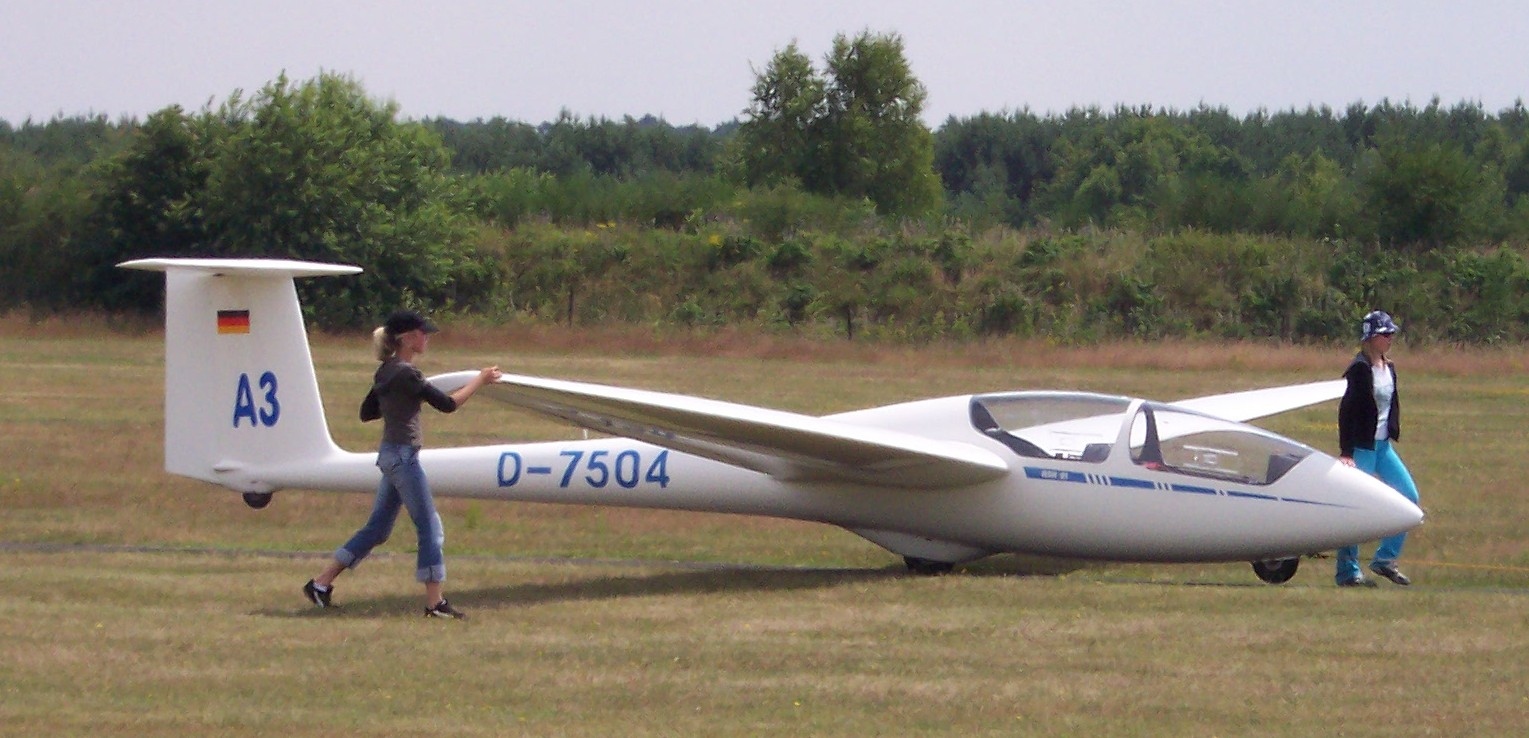
ASK 21，一种双座型滑翔机，因为它宽容稳定的飞行特性，成为一款深受欢迎的教练机。

除了国家制定的飞行器管制法律，在很多国家也会通过全国滑翔协会和地方上的飞行俱乐部对滑翔运动进行监管。监管的重点主要为安全与培训。
很多俱乐部都为新飞行员提供培训课程。学员和教练同乘一架装有两套操作设备的双座滑翔机学习飞行。在学员掌握足够单飞的飞行技术之前，通常由教练坐在后座上操作飞机的起飞与降落，而学员只是在空中才练习飞行操作。 在训练中也开始采用模拟器训练，尤其在天气恶劣的时候。
在第一次成功单飞之后，学员只允许在能够安全飞返起飞机场的范围之内飞行。除了单飞外，在学员掌握长途飞行和处理恶劣天气状况的技术之前，还是需要和教练一起练习飞行。当学员拥有足够的经验，能在远离主机场的地方找到上升气流，并掌握了导航技术，以及学会在必要情况下选择场地并完成场外降落之后，才被允许进行长途飞行。多数国家还必须进行笔试，以考察飞行员对法规，导航，无线电通信，天气，飞行原理以及人为因素等方面的知识掌握情况。目前有提案希望统一欧洲范围内的培训要求。
除了对飞行员制定的规则，还要求对滑翔机进行年检，超过一定飞行时数后也要进行检查。每架滑翔机载荷的上下限都有严格规定。因为多数滑翔机都按照同样的安全标准设计，所以飞行员加降落伞的重量上限通常为103公斤。飞机设计对飞行员身高也有限制，通常普通驾驶舱能够容纳最高身高为193厘米的飞行员。

## 滑翔运动面临的挑战
根据国际航空联合会主席的看法，滑翔运动在近年来面临着各种挑战。这些挑战主要包括以下方面：
- 对参与者时间上的压力：通常滑翔飞行要占用一整天，现在很多年轻人无法投入足够的时间。因此造成滑翔飞行员的平均年龄越来越大。[67]
- 在一些国家，对建筑用地的需求威胁到了小机场的生存。这些机场往往也被用来供其他民用飞行器使用，很难再容纳新增的滑翔机。[68]这就让可供使用的机场变得更有限，前往这些机场也就需要花更多时间。
- 空域：在很多欧洲国家，民用航空的增长使非管制空域变得更少。[69]在美国，新的安全要求以及对城市周边管制空域的扩大，都影响了可以飞行的范围。
- 来自其他运动的竞争：现在有更多类似的运动，例如悬挂滑翔和滑翔伞，同样也在争夺着潜在的滑翔机飞行员。[67]
- 公众关注匮乏：缺少电视和其他公众媒体的传播，很多人甚至不知道滑翔也可以作为一项运动。缺少这一认知的公众，对于无发动机飞行的可能性与安全性也就更无法理解了。[70]
- 费用上涨：虽然不需要一直使用引擎与燃料，滑翔飞行比传统有动力飞行费用低得多。但因为燃料和保险费用的增长，更严格的监管提高了对设备的要求，例如新型无线电台或者电子应答机，[71][72]滑翔飞行的费用也变得更贵。

## 相关的体育运动
滑翔伞和悬挂滑翔是两种与滑翔运动联系紧密的飞行运动。虽然三种飞行都依赖上升气流，但它们之间还是有着显著差异，详情见三种飞行的差异列表。最主要的区别是，悬挂滑翔和滑翔伞更类似，都是相对简单便宜的飞行器，依靠飞行员的双腿作为起落架起降。 所有的滑翔伞与大多数悬挂滑翔翼缺少包裹飞行员的保护结构。但是，初级滑翔机与先进的悬挂滑翔翼间的分界线正变得越来越模糊。比如典型的悬挂滑翔翼使用织物材料制成的有框架机翼，但也有悬挂滑翔翼采用刚性机翼与三轴操纵系统。常规悬挂滑翔翼所具备的较低速度与较小滑翔比意味着在长途飞行时比现代滑翔机所能飞行的距离更短。滑翔伞则属于更初级的飞行器。它也靠双腿起飞，但是它的伞翼没有刚性框架，外形完全靠气流和空气压力维持。 滑翔伞的空速和滑翔比也比标准的悬挂滑翔翼更低。所以它的长途飞行距离也更短。无线电控制滑翔使用滑翔机模型，主要利用山脊升力翱翔；当然也有使用热气流飞行的航模。

## 注解
1. ↑  保险索是一种专门调校的零件，用于连接两段牵引索，其强度被设定为当牵引索拉力超过安全值时会自动断裂。